# Брезніца-Окол
Брезніца-Окол (рум. Breznița-Ocol) — село у повіті Мехедінць в Румунії. Входить до складу комуни Брезніца-Окол.
Село розташоване на відстані 277 км на захід від Бухареста, 5 км на північний захід від Дробета-Турну-Северина, 102 км на північний захід від Крайови.

## Населення
За даними перепису населення 2002 року у селі проживали 1864 особи. Усі жителі села рідною мовою назвали румунську.
Національний склад населення села:
| Національність | Кількість осіб | Відсоток |
| -------------- | -------------- | -------- |
| румуни         | 1857           | 99,6%    |
| цигани         | 7              | 0,4%     |